# Golshifteh Farahani

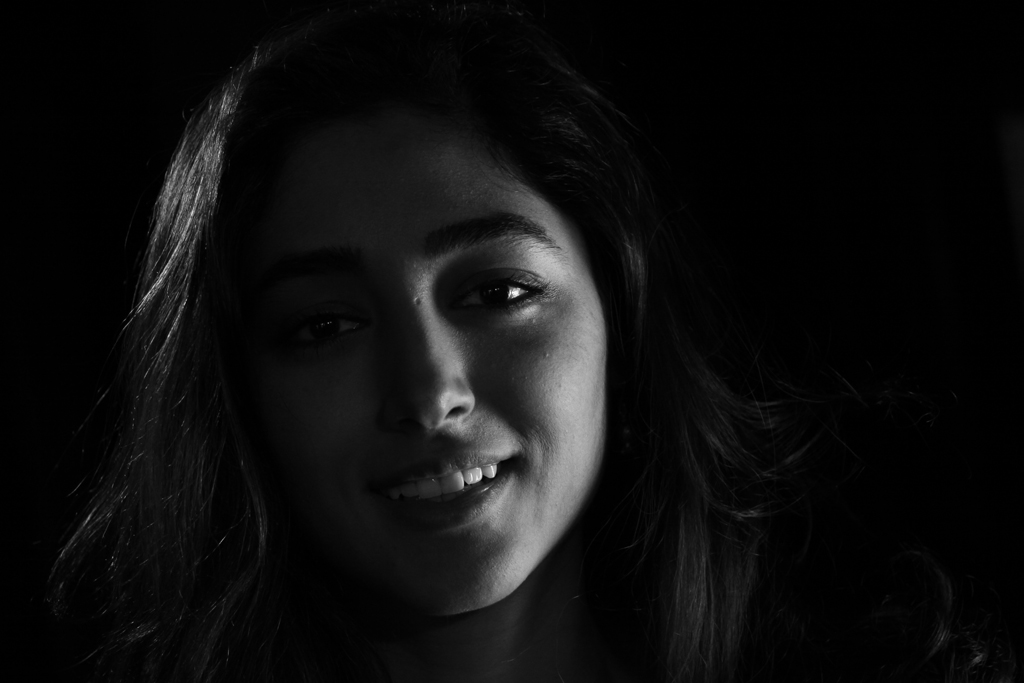
Golshifteh Farahani

Golshifteh Farahani (pers. گلشیفته فراهانی) (n. 10 iulie 1983) este o actriță iraniană. Ea s-a prezentat la Festivalul Internațional de Film de la Berlin din 2009 cu filmul "Totul despre Elly".

## Filmografie
| Anul                                              | Titlu                                                                   | Rol | Observații (engleză) |
| ------------------------------------------------- | ----------------------------------------------------------------------- | --- | --- |
| 1997                                              | Derakht e Golabie (The Pear Tree)                                       | Mim | Best Film at Chicago Film Festival & Best Actress from International Section of Fajr International Film Festival & Best Cinematography at Fajr Film festival                            |
| 2000                                              | Haft Parde (Seven Acts)                                                 | The Angel                                                                                                | (banned in Iran) |
| 2001                                              | Zamaneh (Times)                                                         | Zamaneh                                                                                                  | |
| 2002                                              | Jayee Digar (Somewhere Else)                                            | Raha | |
| 2003                                              | Deux fereshté (Two Angels)                                              | Azar | (banned in Iran), Selected for the Semaine de la Critique at Cannes Film Festival |
| 2003                                              | Boutique                                                                | Eti | Best Actress at Nantes Three Continents Festival & Critic's Choice and Best First Film at Fajr International Film Festival & Best Actress at House of Cinema Festival (Tehran)          |
| 2004                                              | Ashk-e Sarma (The Tear of the Cold)                                     | Ronak | Best Film and Best Actress at Kazan International Film Festival & selected at Fukuoka International Film Festival (Japan) & Best Actress at House of Cinema Festival (Tehran)           |
| 2004                                              | Bab Aziz or The Prince That Contemplated His Soul                       | Noor | (banned in Iran) Best Film at Muscat Film Festival & Best Film from the Spiritual Section of the Fajr International Film Festival                                                       |
| 2005                                              | Mahi-ha Ashegh Mishavand (Fish Fall in Love)                            | Touka | Selected at Rotterdam Film Festival |
| 2005                                              | Be Nam-e Pedar (In the Name of the Father)                              | Habibeh                                                                                                  | Best Film at Fajr International Film Festival |
| 2006                                              | Gis Borideh                                                             | Mariam                                                                                                   | |
| 2006                                              | Niwemang (Half Moon)                                                    | Niwemang                                                                                                 | (banned in Iran) Best film & Best Photography at San Sebastian Film Festival & People's Choice at Istanbul Film Festival & selected at Toronto Film Festival & at Tribeca Film Festival |
| 2007                                              | Mim Mesle Madar (M for Mother)                                          | Sepideh                                                                                                  | Best Film at Rome International Festival of Cinema and Religion & Best Actress at Kazan Film Festival                                                                                   |
| 2007                                              | To Each His Cinema (short film)                                         | Self | (banned in Iran) shown at Cannes Film Festival |
| 2007                                              | Santouri (Santouri The Music Man)                                       | Hanieh                                                                                                   | (banned in Iran) People's Choice at Fajr International Film Festival |
| 2008                                              | Shirin                                                                  | Self | (banned in Iran) shown at Venice Film Festival |
| 2008                                              | Hamisheh Paye Yek Zan Dar Miyan Ast (There's Always a Woman in Between) | Mariam                                                                                                   | People's Choice at Fajr International Film Festival |
| 2008                                              | Divar (The Wall)                                                        | Setareh                                                                                                  | Best Photography at Fajr International Film Festival & selected at Tokyo Film Festival & at Taormina Film Festival                                                                      |
| 2008                                              | Body of Lies                                                            | Aisha | Directed by Ridley Scott, with Leonardo DiCaprio and Russell Crowe |
| 2009                                              | Darbareye Elly (About Elly)                                             | Sepideh                                                                                                  | Silver Bear for Best Director at Berlin Film Festival & Best Film at Tribeca Film Festival & Best Director and People's Choice awards at Fajr Film Festival                             |
| 2010                                              |                                                                         | | |
| There Be Dragons                                  | Leila                                                                   | Directed by Roland Joffe (in production) with Charlie Cox, Wes Bentley, Dougray Scott and Olga Kurylenko | |
| Si Tu Meurs, Je Te Tue (I'll Kill You If You Die) | Siba                                                                    | Directed by Hiner Saleem (in production) with Jonathan Zaccai                                            | |
| Poulet Aux Prunes (Chicken With Plums)            | Irane                                                                   | Directed by Marjan Satrapi (in production) with Mathieu Amalric and Isabella Rossellini                  | |